# جانلوکا برامبیلا
جانلوکا برامبیلا (ایتالیایی: Gianluca Brambilla؛ زادهٔ ۲۲ اوت ۱۹۸۷) دوچرخه‌سوار اهل ایتالیا است.
از باشگاه‌هایی که در آن رکاب زده‌است می‌توان به تیم کوئیک‌استپ فلورز، باردیانی–سی‌اس‌اف، و تیم ترک-سگافردو اشاره کرد.